# Табалдыев, Раимбек Джумабаевич
Табалдыев Раимбек Джумабаевич (15 октября 1914, с. Челпек, Пржевальский уезд, Семиреченская область, Туркестанский край — 26 марта 1998, Бишкек, Кыргызстан) — видный советский государственный деятель. Депутат Верховного совета Киргизской ССР. Посвятил себя развитию экономической науки Киргизской ССР, земледелию, вырастил достойных детей, внуков, правнуков и праправнуков.

## Биография
Родился в октябре 1914 в селе Челпек (ныне Ак-Суйский район, Иссык-Кульской области, Кыргызстан) в семье декханина Джумабая.
Трудиться начал с 14 лет на полях колхоза. После окончания курсов учителей с 17 лет работал учителем затем завучем и директором средней школы, заместителем заведующего Иссык-Кульского областного отдела народного образования.
Окончил рабфак Среднеазитского государственного университета (ныне Национальный университет Узбекистана). Во время второй мировой войны сопровождал эшелон с продовольствием в блокадный Ленинград, где был контужен.
После войны трудился на партийных должностях. Избирался первым секретарем Пржевальского горкома партии. В 1949 поступил в Высшую партийную школу.
После окончания Высшей партийной школы переехал г. Ош, где в 1951-52 годах был организатором и первым ректором Ошского педагогического института.
В 1953 поступил в Академию общественных наук в Москве, где защитил диссертацию по экономике. В конце 1950-х годов Табалдыев успешно поднимался по партийной иерархии, был претендентом на должность Первого секретаря ЦК КП Киргизии.
Многие годы посвятил научной работе, работал директором Института экономики Академии наук Киргизской ССР, директором Киргизском научно-исследовательского института земледелия, С 1982 года стал персональным пенсионером.
Активно занимался общественной деятельностью, его неоднократно избирали членом городских и областных партийных комитетов, депутатом городских и областных советов, депутатом Верховного совета Киргизской ССР (5 созыв), членом ЦК Компартии Киргизской ССР.
На пенсии проживал в родном селе Челпек Ак-Суйского района Иссык-Кульской области, где разбил большой сад плодово-ягодных деревьев, различных видом кустарников, применяя методы прививания видных ученых того времени, безвозмездно распространяя плодово-ягодные культуры, кустарники такие как малина и узкие озимые сорта яблок. Ныне привитые и адаптированые им сорта успешно произрастают на территории Иссык-Кульской области.

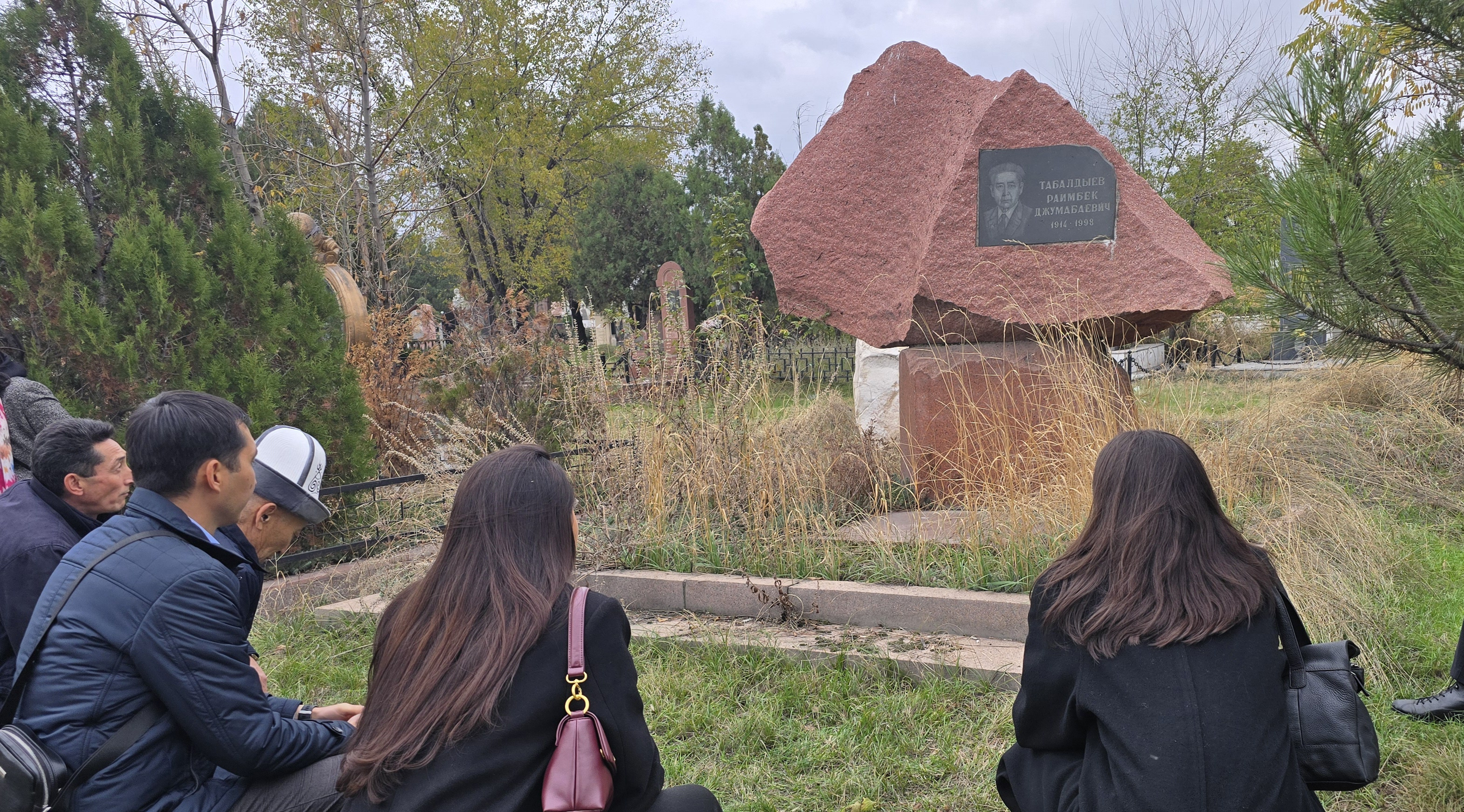
Памятник Раимбек Ата — внуки и правнуки. Ноябрь 2024 г.

Умер в 1998 году. Похоронен на мермориальном Ала-Арчинском кладбище в Бишкеке.

## Награды и достижения
Раимбек Табалдыев за большие заслуги перед Государством был награжден многими орденами и медалями, Почетными грамотами Верховного Совета Киргизской ССР:
Орден «Красная звезда», #1987906
Орден Трудового Красного Знамени
два ордена «Знак Почета», #557847, #149320
Медаль «За доблестный труд в Великой Отечественной войне 1941—1945 гг.». Д#0227193 от 20.01.46
«Отличник народного просвещения» и «Отличник сельского хозяйства».
Медаль «В ознаменование 100-летия со дня рождения Владимира Ильича Ленина»
Юбилейная медаль «Сорок лет Победы в Великой Отечественной войне 1941—1945 гг.»
Юбилейная медаль «50 лет Победы в Великой Отечественной войне 1941—1945 гг.»
Победитель Социалистического соревнования 1973, 1975, 1976, 1977, 1978 гг.
Медаль «За достигнутые успехи в развитии народного хозяйства», #72, от 30.03.192
Знак «50 лет пребывания в КПСС»
Золотая медаль ВДНХ

## Семья
Супруга Орускулова Хадича, поженились в 1940 году и прожили вместе всю жизнь.
Дети: Алдаш, Султанбек, Роза, Болот.
на конец 2024 года - 8 внуков, 12 правнуков и 2 праправнучки

## Научная деятельность
Опубликовал около сотни научных трудов. Подготовил 21 докторов и кандидатов наук. Автор более 100 научных работ, 16 монографий.

### Избранные труды
Экономика Киргизии за 50 лет в семье равных 1974. C. 294-309
За высокую доходность колхозно-совхозного производства Р. Дж. Табалдыев. — Фрунзе : Кыргызстан, 1972. — 110 с. : 20 см.
Восстановление сельскохозяйственного производства Киргизии / Р.Д. Табалдыев, Академия наук Киргизской ССР, Институт экономики, Фрунзе : Илим 1965
Учись хозяйствовать Р. Д. Табалдиев. — Фрунзе : Киргизгосиздат, 1961. — 49 с. : 17 см
Трудодень и его оплата в колхозах : диссертация . кандидата экономических наук :  Москва, 1957. — 220 с..
Трудодень - мера затрат труда колхозников  — Фрунзе : Киргизгосиздат, 1957. — 50 с. : 20 см.